# Lamiaco
Lamiako (en euskera y oficialmente Lamiako) es un barrio del municipio vizcaíno de Lejona, en la comunidad autónoma del País Vasco, en el norte de España. Tiene una población de 2683 habitantes.

## Límites
Limita con la Ría de Bilbao (frente a Sestao y Portugalete), Las Arenas y Romo en Guecho, Astrabudúa en Erandio y con otros barrios de Lejona, como por ejemplo, Txopoeta, también conocido como La Chopera.

## Historia
La Historia de Lamiaco como barrio comienza mediado el siglo XIX, cuando se encauza la ría de Bilbao, y la zona donde antes había marismas comienza a urbanizarse.

### SigloXIX
A mediados del siglo XIX, el industrial Máximo Aguirre Ugarte compró a la anteiglesia de Guecho las marismas de Lamiako, las desecó, y plantó árboles para asentar la tierra. Poco después se encauzaron los ríos Gobela y Udondo.
El encauzamiento de la ría de Bilbao ayudó a establecer nuevas tierras de labranza, por lo que se instaló una granja agropecuaria. Máximo Aguirre murió en 1863. Entonces, su familia creó la sociedad "Viuda de Máximo Aguirre e hijos", que transformó la granja en un complejo polideportivo, con hipódromo, campos de fútbol, de tiro y de polo, quedando el resto de terreno para uso industrial.
Entre 1865 y 1868, Eduardo y Ezequiel Aguirre compraron nuevas tierras de la zona para urbanizarlas. Se fueron construyendo varias viviendas. El 28 de junio de 1895 se inauguraron las escuelas.
La primera fábrica instalada fue la Vidriera de Lamiaco, en 1890, que llegó a ocupar 7400 m². Después vendrían la Camera Española, que traspasó sus instalaciones a la Compañía de Alcoholes. También se fundó en aquellos años La Delta Española, fabricante de tubos y metales, que pasó a llamarse "Eduardo K.L Earle". 
La industrialización llevó a un aumento demográfico muy importante, llegando el barrio a las cotas de las demás localidades importantes de la zona. La inmigración había comenzado a llegar poco antes, sobre todo desde otras localidades vizcaínas, y también alavesas. Pero según comenzó el nuevo siglo, se produjo una afluencia cada vez mayor de inmigrantes de Burgos, La Rioja y Cantabria, así como de Asturias y Zamora. Mucha mano de obra especializada llegó también desde Italia, Francia y Bélgica. El aumento de población llevó a construir una carretera cerca de la ría y una estación de tren.
Los trabajadores comenzaron a dar muestras de su organización con el sindicato Unión General de Trabajadores (UGT), que convocó exitosas huelgas en 1890 y 1892.

### SigloXX

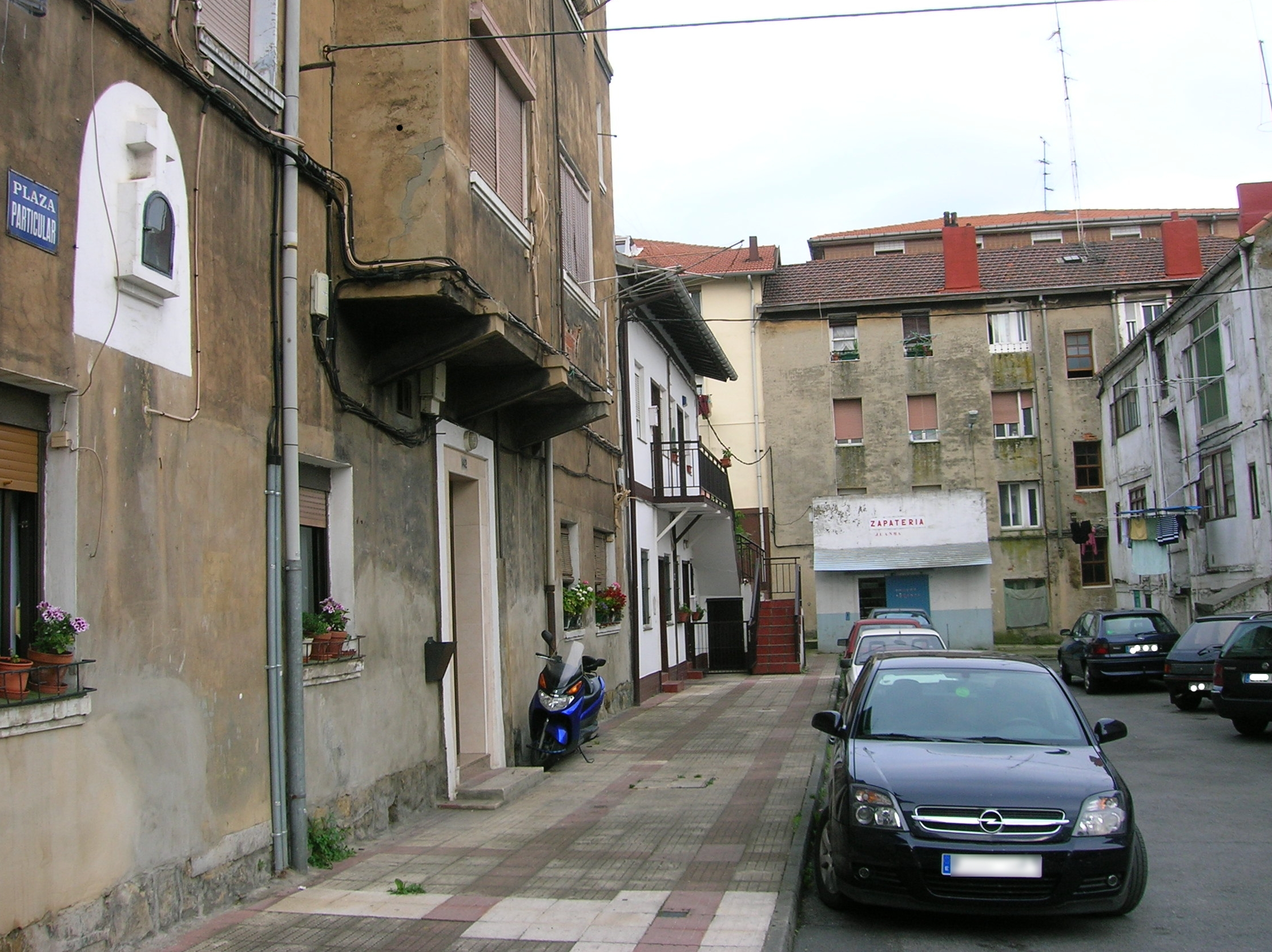
Edificios del, tal como se veían en 2007, en una plaza junto a la calle Langileria.

El trabajo en empresas como la Vidriera no abarcaba todo el año. Se trabajaba a destajo, es decir, hasta que se cumplía con el pedido. Los trabajadores eventuales eran sobre todo extranjeros. En 1903, en esa empresa había 108, que trabajaban una media de 7 horas con un salario que triplicaba el de los empleados fijos locales, que tenían turnos de hasta 12 horas diarias.
Según el censo de 1905, había 99 familias en Lamiaco, distribuidas en las 7 zonas en que se dividía el barrio: La Playa, la Casa de las Escuelas, Ribera, la Casa Alta, Máximo Aguirre, la calle de la Delta y la Vidriera. En 1907 fue edificada la iglesia de San Máximo, que alcanzó el rango de parroquia en 1935.
Las condiciones de vida de los trabajadores eran iguales que las de otras zonas industriales; jornadas interminables, frecuentes accidentes laborales, carencia de asistencia social, escasa higiene, alimentación deficiente, hacinamiento y brotes epidémicos. Extrema pobreza, en definitiva. 
Con la intención de mejorar su situación, la Vidriera construyó en sus propios terrenos una vivienda de tres pisos, conocida como la "Casa de Obreros". El agua potable llegó a las casas en 1901, tras una inversión de 50.000 pesetas. Pero las mejoras no eran suficientes. Los sueldos apenas cubrían las necesidades básicas, y de 1903 a 1918 los precios subieron de forma desorbitada. Todo ello provocaba constantes conflictos sociolaborales.
En 1900 se creó la Junta Local de Mejoras Sociales, en la que patronos y obreros estaban representados a partes iguales. El párroco y el alcalde de Lejona actuaban como mediadores. No tuvieron éxito. Los trabajadores crearon ese mismo año la Sociedad de socorros mutuos "La Amparo", con sede en la calle de la Delta. Y en 1906 fundaron la Sociedad de Socorros "Unión Humanitaria", en la que pagando una cuota según el salario, los obreros recibían un subsidio en caso de enfermedad.
En 1905 el Partido Socialista Obrero Español (PSOE) creó la Agrupación Socialista de Lejona, con sede en Lamiaco, si bien se disolvió un año después. Hasta 1916 no volvieron los socialistas a desarrollar actividades significativas. Los mítines, la propaganda y sobre todo las huelgas fueron constantes desde entonces hasta 1923, cuando se impuso la dictadura de Primo de Rivera.
El nacionalismo vasco inició su andadura en 1908 con la inauguración del batzoki del cercano barrio de Ondiz. En 1910, el Partido Nacionalista Vasco (PNV) organizó una suscripción para atender a los obreros de Lamiaco que habían sido despedidos tras una huelga.
Los primeros años 30 fueron especialmente duros para la población, que sufrió las consecuencias del crack de 1929. Todas las empresas de la zona redujeron plantilla y horas de trabajo, con lo que la pobreza aumentó.
El 12 de abril de 1931 se celebran las elecciones municipales que desembocaron en la proclamación de la II República. En el distrito de Lamiaco, votaron 1.340 personas. El resultado total en Lejona fue de 4 concejales para el PSOE, 4 para EAJ/PNV, uno monárquico y 3 independientes. Se entiende que esos cuatro concejales socialistas salieron casi exclusivamente de los votos obreros de Lamiaco.

#### La Guerra Civil

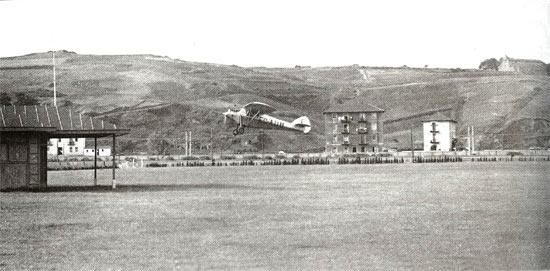
El aeródromo de Lamiako.

Al estallar la guerra civil española, en 1936, Lamiaco quedó bajo administración republicana. Muchos vecinos pasaron a integrar las distintas milicias que se crearon para enfrentarse a los sublevados. Desde finales de ese año, en la fábrica Delta se produjeron cubitos de latón para cartuchería de fusil, y casquillos, lo que atrajo los bombardeos del bando nacional.
En muy poco tiempo, se alisó y alquitranó el prado donde había estado el hipódromo, en el siglo anterior, para hacer un aeródromo. Desde ahí (y desde la improvisada pista de Sondica) salían los cazas republicanos disponibles para enfrentarse a los aparatos enemigos, en una proporción desfavorable de 1 a 10, en el mejor de los casos[cita requerida]. Aunque su principal objetivo era la defensa de las industrias situadas junto a la ría, también efectuaron misiones ofensivas en la provincia de Álava.
La pista tenía 1000 metros de largo por 250 de ancho, y estaba defendida por una sola arma antiaérea. El 10 de agosto de 1936 llegó el primer bombardeo enemigo, acto que se repitió en numerosas ocasiones, dejando víctimas tanto civiles como militares[cita requerida].
En noviembre de 1936 llegaron varios cazas soviéticos como refuerzo. Participaron en la ofensiva sobre Vitoria (Batalla de Villareal) y en la defensa de Bilbao y su industria.
El 31 de marzo de 1937 los nacionales comenzaron su ofensiva sobre Vizcaya, con 65 batallones y 200 aviones, que se enfrentaron a los 51 batallones del Euzko Gudarostea (Ejército Vasco) y a los pocos aparatos de los aeródromos de Sondica y Lamiaco. El 8 de abril su sucedieron tres ataques contra este último, que dejaron varios barracones y 7 aviones destruidos. El día 22 se repitieron los bombardeos, tras lo cual, se trasladaron las fuerzas restantes a Sondica. El 11 de mayo, un nuevo ataque contra las fábricas de Lamiaco dejó tres civiles muertos.
El 17 de junio de 1937 (dos días antes de la caída de Bilbao) entraron en Lejona los soldados de la División "Flechas Negras". En Lamiaco encontraron dos aviones inservibles y otros dos en llamas, así como varios motores en mal estado y bombas de aviación. Inmediatamente, comenzó la represión.

## Fútbol histórico
A partir de 1892 se comenzó a jugar a fútbol en Lamiaco. El presidente del Club Athleta de Astilleros del Nervión, el británico H. Jones, pidió permiso a las autoridades para jugar en el hipódromo entre los meses de noviembre a abril. Así, los primeros en jugar fueron británicos que trabajaban en la zona, a los que se les fueron uniendo aficionados vizcaínos. Si bien todavía no se podía considerar que jugaran al fútbol tal y como se conoce hoy día (cada equipo tenía 15 jugadores), aquellos "partidos" fueron la semilla de lo que vendría pocos años después.
En 1894, el lugar ya era conocido como campa de Averly, o campa de los ingleses. El 4 de mayo, los jugadores locales retaron a los británicos a un partido, que sería histórico, por ser el primero en disputarse en Vizcaya. Según la prensa, acudió un público numeroso. Los jugadores fueron Baird, Hamilton, Wilson, Mc Donald, Rearey, Smeddon, Bill, Bruce, Roblo, Armstrong y Brand, por parte anglosajona, y Borde, Alarcón, Lecue, Zabala, Milicua, Otero, Zubillaga, Unzueta, Azcue, San José y Greaves, por parte bilbaína. Los británicos ganaron por cinco goles, tras lo que invitaron a los vizcaínos a pollo asado, a modo de consuelo.

### Athletic Club y Bilbao F.C.
Poco después, unos jóvenes del Gimnasio Zamacois de Bilbao, aficionados al nuevo deporte, comenzaron a jugar en Lamiaco. Entre ellos estaban Juan Astorquia, Alejandro Atxa, los hermanos Iraolagoitia, Montejo, Enrique Goiri y Luis Márquez. De aquellos partidos salió en 1898 la idea de fundar una sociedad futbolística, a la que llamaron Athletic Club. A finales de 1900 surgió otro equipo, el Bilbao Football Club. Carlos Castellanos, que trajo el primer balón a Bilbao, fue su primer presidente.
El 5 de septiembre de 1901, se constituyó legalmente la sociedad Athletic Club, si bien desde 1898 jugaban bajo esa denominación. Se redactó el reglamento de la entidad, integrada por 33 socios, y se nombró la primera directiva. En el mismo acta se recogía el ofrecimiento del Bilbao F.C. para arrendar entre ambos los terrenos de Lamiaco a Enrique Aguirre y Don Ramón Coste, por 200 pesetas al año.
Ambos equipos disputaron numerosos encuentros en Lamiaco, y la rivalidad entre ellos fue aumentando. El 19 de enero de 1902 jugaron el primer partido de pago celebrado en Vizcaya (30 céntimos o tres perras gordas). Aquel día el Athletic estrenó uniforme. Aparecieron con una camiseta con dos mitades, azul y blanca, pantalón azul y medias azul oscuro con borla blanca. Y lo celebraron imponiéndose al Bilbao F.C. por 3 goles a dos.
El terreno de juego pertenecía al hipódromo, por lo que estaba rodeado de alambre de espino. A la entrada de la parcela dedicada al fútbol había una caseta de madera como taquilla. Las mejores "localidades" eran para los que llegaban primero. Y en los descansos, el público salía al campo a jugar. Éste estaba orientado en perpendicular a la ría, estando colocado entre esta, y el río Gobela.

### El Bizcaya
A pesar de la rivalidad existente, aquel año de 1902 vio la unión de ambos clubes materializada en el equipo Bizcaya. Se trataba de una especie de selección provincial, que se enfrentó al Burdigala de Burdeos en dos ocasiones, en el mes de marzo. La victoria fue para los vizcaínos, tanto en la ida, dos a cero, como en la vuelta, disputada en Lamiaco, donde más de 3.000 personas vieron una goleada espectacular, siete a cero.
Tomando como excusa la coronación de Alfonso XIII como rey de España, el Madrid F.C. organizó por vez primera en 1902 la Copa del Rey, denominada entonces Copa de la Coronación. La disputaron su organizador, embrión del futuro Real Madrid, el New F.C. (también madrileño), el F. C. Barcelona, el Club Español de Football (actual RCD Español), y el Bizcaya.
El equipo vizcaíno arrasó. La alineación del Bizcaya campeón estaba formada por L. Arana; Careaga, Larrañaga; L. Silva, Goiri, Arana; Cazeaux, Astorquia, Dyer, R. Silva y Evans.

#### Crisis, victorias y derrotas
Aunque la afición al fútbol crecía imparable en Bilbao y alrededores, los dos clubes bilbaínos sufrieron diversos problemas económicos. Los socios dejaron de apoyar firmemente a las dos entidades, y el Bilbao F.C. desapareció el 29 de marzo de 1903, pasando sus socios al Athletic Club.
A pesar de conseguir la Copa de España en 1903 y 1904, el Athletic también tuvo problemas. Los jugadores se quejaban de que Lamiaco les quedaba lejos para ir a entrenar. Y muchos socios no pagaban las cuotas. Sólo el mantenimiento de la sede resultaba muy costoso. El 15 de noviembre de 1903, se convocó una junta para disolver el club. Pero el empeño mostrado por socios como Alejandro Atxa salvó la situación. La junta renovó sus cargos, G. Careaga fue nombrado presidente y Alejandro de la Sota, vicepresidente.
El 24 de abril de 1904 se disputó por vez primera un Athletic Club-Real Madrid, en Lamiaco . Los bilbaínos ganaron por dos goles a uno.
El 19 de marzo de 1905 reapareció el Athletic en Lamiaco para enfrentarse al Unión, a beneficio de la Asociación Vizcaína de Caridad. La afluencia de público fue enorme. La compañía de ferrocarriles tuvo que reforzar el servicio, y se recaudaron unos 50 duros.
El 26 de marzo de 1905 el Recreativo Club de San Sebastián acudió al campo de Lamiaco para jugar un partido amistoso. Es el primer antecedente de rivalidad futbolística entre guipuzcoanos y vizcaínos. A pesar de la lluvia, en aquella ocasión también hubo que fletar trenes especiales.
El domingo 15 de abril de 1906, se enfrentó al F. C. Barcelona, al que venció por 10 goles a uno. Al día siguiente, se enfrentó una vez más al conjunto bordelés de Burdigala, ganándole por cuatro a cero.
En agosto, cuando debían dar comienzo los entrenamientos, hubo inundaciones que destrozaron las instalaciones de Lamiaco. El agua convirtió el campo en un barrizal, y hubo serios daños en las casetas de los jugadores, en las instalaciones que tenía el club para el uso de la directiva, así como en las localidades de los aficionados y en los accesos. Varias instituciones, industrias, comercios y muchos particulares, se esforzaron en recuperar las instalaciones de cara a la temporada que se avecinaba, lo cual se consiguió.
En 1909, el Athletic abandonó Lamiaco para irse a Jolaseta, en Neguri, donde jugaron hasta 1913, año de la inauguración de San Mamés.

#### 2009: 111 aniversario

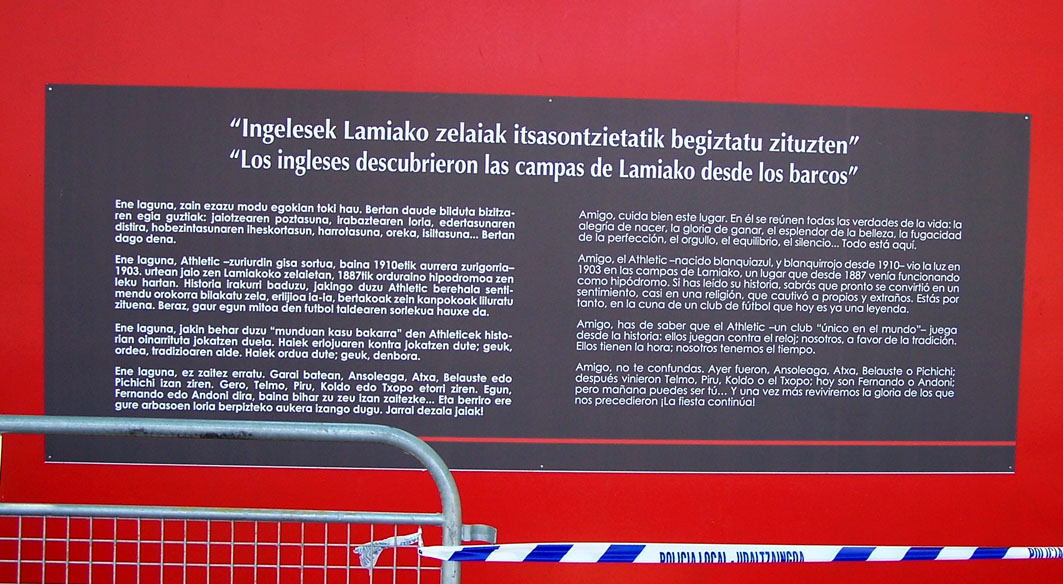
panel explicativo en campo de futbito de Lamiaco.

El 31 de mayo de 2009, durante las fiestas del barrio en honor a San Máximo, La Comisión de Fiestas de Lamiaco celebraron un Athletic Eguna, por el 111 Aniversario del Athletic y su relación con Lamiaco, con distintos actos. El Ayuntamiento de Lejona se unió a la celebración de los actos conmemorativos pero en vez de celebralo en las campas de Lamiaco (pendientes de ser destruidas por un proyecto de construcción de una macrodepuradora de aguas fecales), dichas actividades se trasladaron al campo de futbito sito al lado de la parroquia de San Máximo. Estos consistieron principalmente en la colocación de distintos paneles explicativos sobre la relación del barrio y la historia del Club, en la creación del mural más grande del mundo del Athletic Club de Bilbao donde aparece uno de los primeros grupos de jugadores en defender la camiseta del Club, un segundo mural donde viene reflejada la primera noticia futbolística de Vizcaya y por último distintas mejoras en el campo de futbito y todo su entorno. Un merecido reconocimiento a la cuna de este club centenario.

## Origen del término Lamiaco
El nombre de Lamiaco deriva del vocablo lamia (lugar de lamias). Las lamias son personajes de la mitología vasca. Mujeres hermosas de largas melenas rubias y pies de pato que realizaban actos de brujería con el diablo.

## Fiestas
Las fiestas de Lamiaco se realizan el último fin de semana de mayo y tienen como evento principal el Lamiako Maskarada, el último viernes de mayo a las 22:30 horas junto a la Iglesia. También participan los jóvenes, quienes organizan voluntariamente las fiestas de Lamiaco con un presupuesto reducido.

## Transporte
En la Línea 1 del Metro de Bilbao se encuentra la estación de Lamiako.

## El Humedal

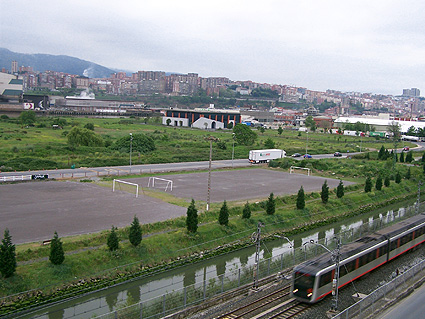
Lamiaco-humedal

La Vega de Lamiaco es un enclave único en el Abra de lodos intermareales y un espacio de marisma rellenada que conserva la vegetación de zonas húmedas (saúcos, carrizos, juncos…). Es el único espacio de lo que fue el magnífico estuario del Nervión y donde es posible todavía recuperar un pequeño hábitat de humedal en este entorno tan humanizado del Gran Bilbao y la ría del Nervión. Es utilizado por la avifauna de manera estable, estacional o como parada de descanso y alimentación en sus viajes migratorios.
Existe un inventario de especies de aves citadas en la zona. Son 167, de las cuales 39 están en el Catálogo Vasco de Especies Amenazadas (17 en la categoría De Interés Especial, 18 en la de Raras, 3 en Vulnerables y una en Peligro de Extinción). Los ecosistemas de humedal están declarados de prioritaria protección por su gran riqueza en biodiversidad, sensibilidad y especial degradación. También una de las especies de junco se encuentra en el Catálogo Vasco de Especies Protegidas.
La importancia del humedal está perfectamente reconocida:
- Elemento significativo en el apartado “Protección y recuperación del medio natural” por parte del Ayto. de Lejona en su  Plan de Acción Local para la Sostenibilidad –Agenda 21/2006-
- Proposición no de norma en Juntas Generales en 2007 en la que se insta a la Diputación Foral “a apoyar a todos los niveles la conversión del área de las marismas y fangos intermareales de Lamiaco (Lejona) en un parque y zona de regeneración ambiental, apropiada para la preservación la fauna y flora”.
- Punto de interés faunístico desde 2004 por el PTP de Bilbao Metropolitano.
- En 2010, el Gobierno Vasco lo incluye en el Grupo III Inventario de Zonas Húmedas a la Consejería de Medio Ambiente, recomendándose su protección y el establecimiento de un régimen apropiado de usos, a través del planeamiento urbanístico.
Sin embargo, no están resultando razones suficientes para detener los proyectos constructores del Ayto. ni el de construcción de una gran depuradora de aguas residuales que se pretende construir en esta zona, lo cual acabaría con este Humedal y que enterraría la potencialidad de esta zona, tanto social por la revalorización del barrio de Lamiaco, como por la ambiental, como reserva medioambiental y aula viva de sensibilización medioambiental, con fines educativos, turísticos y de investigación.
Desde 2004, especialistas, grupos ciudadanos y hasta dieciséis organizaciones ecologistas, vienen pidiendo la regeneración, protección y gestión del Humedal de Lamiaco como reserva medioambiental y enclave de sensibilización medioambiental. Proponen la búsqueda de alternativas de ubicación a este proyecto, la actualización de los planes de saneamiento (los últimos son de la década de los 80), el estudio de tecnologías alternativas en depuración, la racionalización del aprovechamiento de las aguas, la separación de las aguas pluviales y fecales, así como la posibilidad de hacer más depuradoras más pequeñas en vez de una grande.